# Чемпіонат України з хокею 2005—2006
Чемпіонат України з хокею серед команд вищої ліги сезону 2005—2006 років — стартував наприкінці листопада 2005 року, а завершився 8 квітня 2006-го.

## Регламент
В 14-му чемпіонаті країни з хокею на першому етапі змагань зіграли шість команд, котрі у двоколовому турнірі зі спареними турами визначали трьох учасників плей-оф. Четвертим учасником матчів на виліт мав стати переможець пари між командою, що посіла четверте місце в регулярному чемпіонаті та найсильнішим клубом першої ліги.
Після проведення стикових матчів, чвертьфінальної та півфінальної стадій плей-оф, команди визначали з-поміж себе єдиного учасника фіналу змагань. Іншим фіналістом, згідно з регламентом змагань, ставав єдиний на той час професійний клуб країни, київський Сокіл, котрий свій сезон грав у відкритому чемпіонаті Білорусі.
Всі серії матчів на другому етапі змагань тривали до двох перемог однієї з команд.

## Цікаві факти
В перший ігровий день вперше в історії національних турнірів в офіційному матчі один проти одного зіграли батько і син. У матчі «Беркут» - СДЮСШОР «Сокіл-89» (12:0) один проти одного зійшлися центрфорварди 36-річний «беркут» Костянтин Буценко і 16-річний «сокіл» Микита Буценко.
Найвіковішими гравцями чемпіонату були хокеїсти «Беркуту» — 47-річний Олександр Менченков і 46-річний Валерій Сидоров.

## Регулярна частина
| Пояснення                              |
| -------------------------------------- |
| Команди, котрі потрапили до 1/4 фіналу |
| Команда, котра грала в стикових матчах |
| Команди, котрі припинили боротьбу      |

| Команда                             | І  | В  | ВО | Н | ПО | П  | ГЗ  | ГП  | Різниця | О  |
| ----------------------------------- | -- | -- | -- | - | -- | -- | --- | --- | ------- | -- |
| «Беркут» Київ                       | 20 | 20 | 0  | 0 | 0  | 0  | 226 | 30  | +196    | 60 |
| «Дніпровські вовки» Дніпропетровськ | 20 | 13 | 0  | 0 | 0  | 7  | 145 | 40  | +105    | 39 |
| ХК «Київ»                           | 20 | 12 | 0  | 0 | 0  | 8  | 100 | 51  | +49     | 36 |
| «АТЕК» Київ                         | 20 | 11 | 0  | 0 | 0  | 9  | 83  | 74  | +9      | 33 |
| СДЮШОР «Сокіл-89» Київ              | 20 | 3  | 0  | 0 | 0  | 17 | 25  | 125 | −100    | 9  |
| СДЮШОР «Сокіл-90» Київ              | 20 | 1  | 0  | 0 | 0  | 19 | 12  | 273 | −261    | 3  |

### Бомбардири
| Гравець            | Команда             | Г  | П  | О  |
| ------------------ | ------------------- | -- | -- | -- |
| Олег Синьков       | «Беркут»            | 33 | 38 | 71 |
| Сергій Рублівський | «Беркут»            | 26 | 36 | 62 |
| Євген Млинченко    | «Беркут»            | 24 | 29 | 53 |
| Костянтин Буценко  | «Беркут»            | 15 | 35 | 50 |
| Тарас Бега         | «Беркут»            | 25 | 19 | 44 |
| Андрій Ніколаєв    | «Беркут»            | 17 | 27 | 44 |
| Дмитро Марковський | «Беркут»            | 20 | 23 | 43 |
| Микола Коляда-ст.  | «АТЕК»              | 17 | 23 | 40 |
| Олександр Сухенко  | «Дніпровські вовки» | 12 | 28 | 40 |

Г = Голи; П = Результативні паси; О = Очки;
Джерело: hockey.dp.ua

## Плей-оф

### Стикові поєдинки
- «АТЕК» Київ — ХК «Колбіко-Донецьк» - 2:0 (5:4, 2:1)*

* — обидва матчі були зіграні в Києві.

### 1/4 фіналу
- «Беркут» Київ — «АТЕК» Київ - 2:0 (+:-, +:-)**

** — у першому поєдинку команд, за рахунку 12:5 на користь Беркута, не погоджуючись з рішеннями арбітру матча (С. Дронговський), хокеїсти АТЕКу залишили ігровий майданчик. Сталося це на 52-й хвилині зустрічі, після з'ясування стосунків між декількома гравцями обох колективів. Згідно з положеннями регламенту АТЕКу було зараховано технічну поразку. Наступний поєдинок учасників чвертьфінальних баталій мав відбутися 24 березня, однак керівництво АТЕКу не зуміло знайти арену для проведення матчу у вказаний строк. Планувалося перенесення даного поєдинку на 25-те число, однак після подій першого матчу, беркутівці навідріз відмовилися переносити зустріч, через що їх суперникам було зараховано другу технічну поразку.
| 20 березня 2006 19:15 | «Дніпровські вовки» | 9:3 (3:1, 5:1, 1:1) | ХК «Київ» | ПС «Метеор» Глядачів: 200 |

| | Галюк (В. Бруль, 41:00)                         | Голкіпери                                     | Напненко | Арбітр: Кіча |
| Віт. Гаврилюк - 8:47 Скороход - 18:18 Бортник - 18:26 Верніков - 27:47 Горбатюк - 31:57 Завгородько - 34:34 Віт. Гаврилюк - 35:49 Решетніков - 36:57 Решетніков - 40:21 | 1:0 1:1 2:1 3:1 4:1 5:1 6:1 7:1 8:1 8:2 9:2 9:3 | 11:03 - Катрич 38:16 - Акімов 54:50 - Руфанов |          | Арбітр: Кіча |
| 24 хв. | Вилучення                                       | 10 хв.                                        |          | Арбітр: Кіча |
| |                                                 |                                               |          | Арбітр: Кіча |

| 23 березня 2006 14:00 | ХК «Київ» | 2:5 (1:2, 0:1, 1:2) | «Дніпровські вовки» | СК «Авангард» Глядачів: 60 |

|                                                | Напненко                    | Голкіпери                                                                                   | В. Бруль | Арбітр: Севрук |
| Войцеховський (М) - 7:16 Войцеховський - 49:27 | 1:0 1:1 1:2 1:3 1:4 1:5 2:5 | 11:07 - Решетніков (Б1) 18:31 - Аліпов 32:35 - Хміль 41:26 - Скороход 46:31 - Віт. Гаврилюк |          | Арбітр: Севрук |
| 14 хв.                                         | Вилучення                   | 30 хв.                                                                                      |          | Арбітр: Севрук |
|                                                |                             |                                                                                             |          | Арбітр: Севрук |

### 1/2 фіналу
| 29 березня 2006 19:45 | «Беркут» | 4:0 (1:0, 0:0, 3:0) | «Дніпровські вовки» | СК «Авангард» Глядачів: 100 |

|                                                                                       | Селіверстов     | Голкіпери | В. Бруль (58:36) | Арбітр: Урда |
| Млинченко (Б1) - 13:04 Ніколаєв (Б1) - 45:06 Бернацький - 51:23 Ніколаєв (Б1) - 54:03 | 1:0 2:0 3:0 4:0 |           |                  | Арбітр: Урда |
| 24 хв.                                                                                | Вилучення       | 10 хв.    |                  | Арбітр: Урда |
|                                                                                       |                 |           |                  | Арбітр: Урда |

| 31 березня 2006 20:00 | «Дніпровські вовки» | 3:5 (1:1, 0:3, 2:1) | «Беркут» | СК «Метеор» Глядачів: 300 |

|                                                   | В. Бруль (Галюк, 35:35)         | Голкіпери                                                                            | Селіверстов | Арбітр: Лускань |
| Решетніков - 11:32 Верніков - 47:13 Уткін - 52:25 | 0:1 1:1 1:2 1:3 1:4 1:5 2:5 3:5 | 3:33 - Муханов 27:44 - Зіневич 30:03 - Марковський 32:46 - Бега 44:28 - Синьков (Б1) |             | Арбітр: Лускань |
| 8 хв.                                             | Вилучення                       | 10 хв.                                                                               |             | Арбітр: Лускань |
|                                                   |                                 |                                                                                      |             | Арбітр: Лускань |

### Фінал
| 4 квітня 2006 18:30 | «Сокіл» | 1:4 (0:1, 1:1, 0:2) | «Беркут» | СК «Авангард» Глядачів: 700 |

|                     | Федоров             | Голкіпери                                                                | Селіверстов | Арбітр: Урда |
| Бобкін (Б1) - 33:38 | 0:1 1:1 1:2 1:3 1:4 | 18:56 - Зіневич (Б1) 34:41 - Зіневич (М) 41:15 - Синьков 56:38 - Синьков |             | Арбітр: Урда |
| 10 хв.              | Вилучення           | 20 хв.                                                                   |             | Арбітр: Урда |
|                     |                     |                                                                          |             | Арбітр: Урда |

| 6 квітня 2006 18:30 | «Беркут» | 0:4 (0:2, 0:1, 0:1) | «Сокіл» | СК «Авангард» Глядачів: 900 |

|        | Селіверстов     | Голкіпери                                                               | Карпенко | Арбітр: Лускань |
|        | 0:1 0:2 0:3 0:4 | 12:20 - Матвійчук (Б1) 16:04 - Гніденко 22:11 - Олецький 55:14 - Бобкін |          | Арбітр: Лускань |
| 28 хв. | Вилучення       | 18 хв.                                                                  |          | Арбітр: Лускань |
|        |                 |                                                                         |          | Арбітр: Лускань |

| 8 квітня 2006 13:00 | «Сокіл» | 5:1 (3:0, 0:1, 2:0) | «Беркут» | СК «Авангард» Глядачів: 900 |

|                                                                              | Карпенко                | Голкіпери    | Селіверстов | Арбітр: Лускань |
| Савенко - 0:29 Ісаєнко - 4:58 Бобкін - 11:13 Бобкін - 47:53 Харченко - 52:45 | 1:0 2:0 3:0 3:1 4:1 5:1 | 34:46 - Бега |             | Арбітр: Лускань |
| 43 хв.                                                                       | Вилучення               | 49 хв.       |             | Арбітр: Лускань |
|                                                                              |                         |              |             | Арбітр: Лускань |